# 에드너 매 해리스

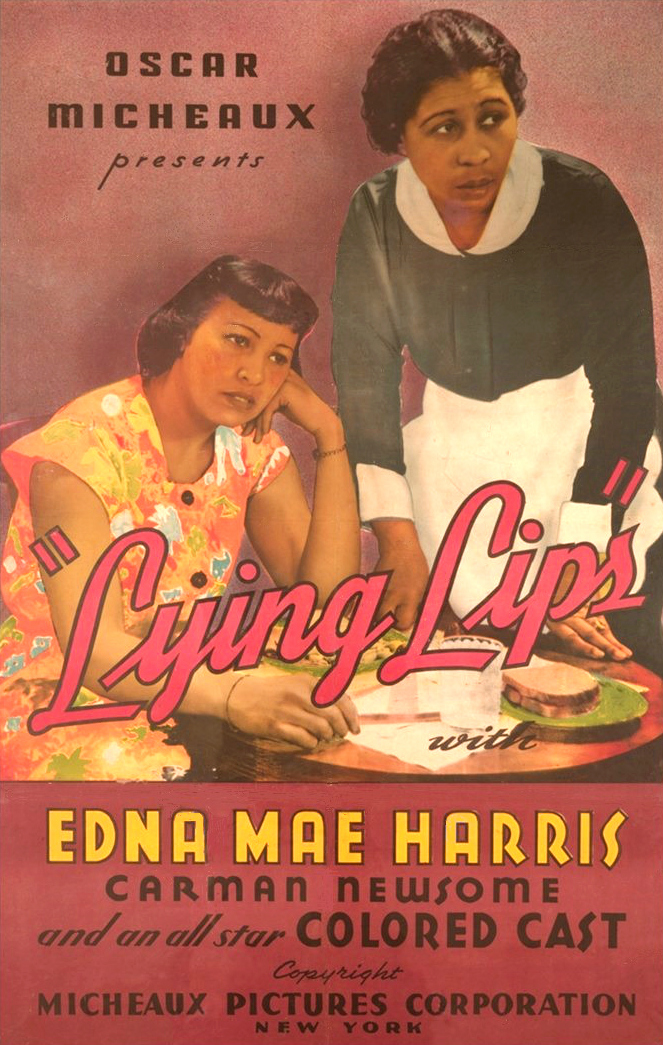

에드너 매 해리스(Edna Mae Harris, 1910년 9월 29일 ~ 1997년 9월 15일)는 미국의 배우, 영화배우이다.
할렘에서 태어났으며 뉴욕에서 사망하였다.

## 영화
- 테이크 미 아웃 투 더 볼 게임 (1949년)
- 프라이빗 넘버 (1936년)
- 분노 (1936년)